# Alois Keßler
Alois Keßler (* 22. November 1909 in Saarbrücken; † 13. Dezember 1996) war ein deutscher parteiloser Kommunalpolitiker.

## Werdegang
1928 machte Keßler sein Abitur in Saarbrücken. Er begann noch im selben Jahr ein Jurastudium in Innsbruck, das er später in Bonn weiterführte. Das Erste Staatsexamen absolvierte Keßler 1932 in Köln, die Promotion mit dem Titel Die Gleichberechtigung zwischen Mann und Frau 1934 in Erlangen. Die Zweite Staatsprüfung folgte 1936 in Berlin. Von 1936 bis 1939 hatte Keßler eine Anstellung als juristischer Sachbearbeiter bei der Allianz-Versicherung in München.
Kurz vor dem Ausbruch des Zweiten Weltkriegs wurde Keßler zur Wehrmacht zur Infanterie eingezogen und war in Frankreich, im Deutsch-Sowjetischen Krieg und in Jugoslawien eingesetzt. Am Ende des Krieges hatte er den Rang eines Oberleutnants. 1945 konnte er aus jugoslawischer Kriegsgefangenschaft fliehen. Zurück in München nahm Keßler seine Anstellung bei der Allianz wieder auf, bevor er 1946 beim Bayerischen Staatsministerium des Innern in Dienst aufgenommen wurde. Er kam als juristischer Nebenbeamter an das Landratsamt Ebersberg.
Keßler wurde am 29. Mai 1946 vom Kreistag zum Landrat Ebersbergs gewählt, als Bayern noch unter amerikanischer Militärhoheit stand. Er löste Eugen Carl Mayer ab, der von der Militärregierung eingesetzt worden war. 1948 wurde Keßler für vier weitere Jahre erneut gewählt. 1952 verlor er aber die erste Kommunalwahl gegen Remigius Streibl. Bis zu seiner Pensionierung arbeitete Keßler danach bei der Bayerischen Versicherungskammer als Jurist.